# Sōji-ji

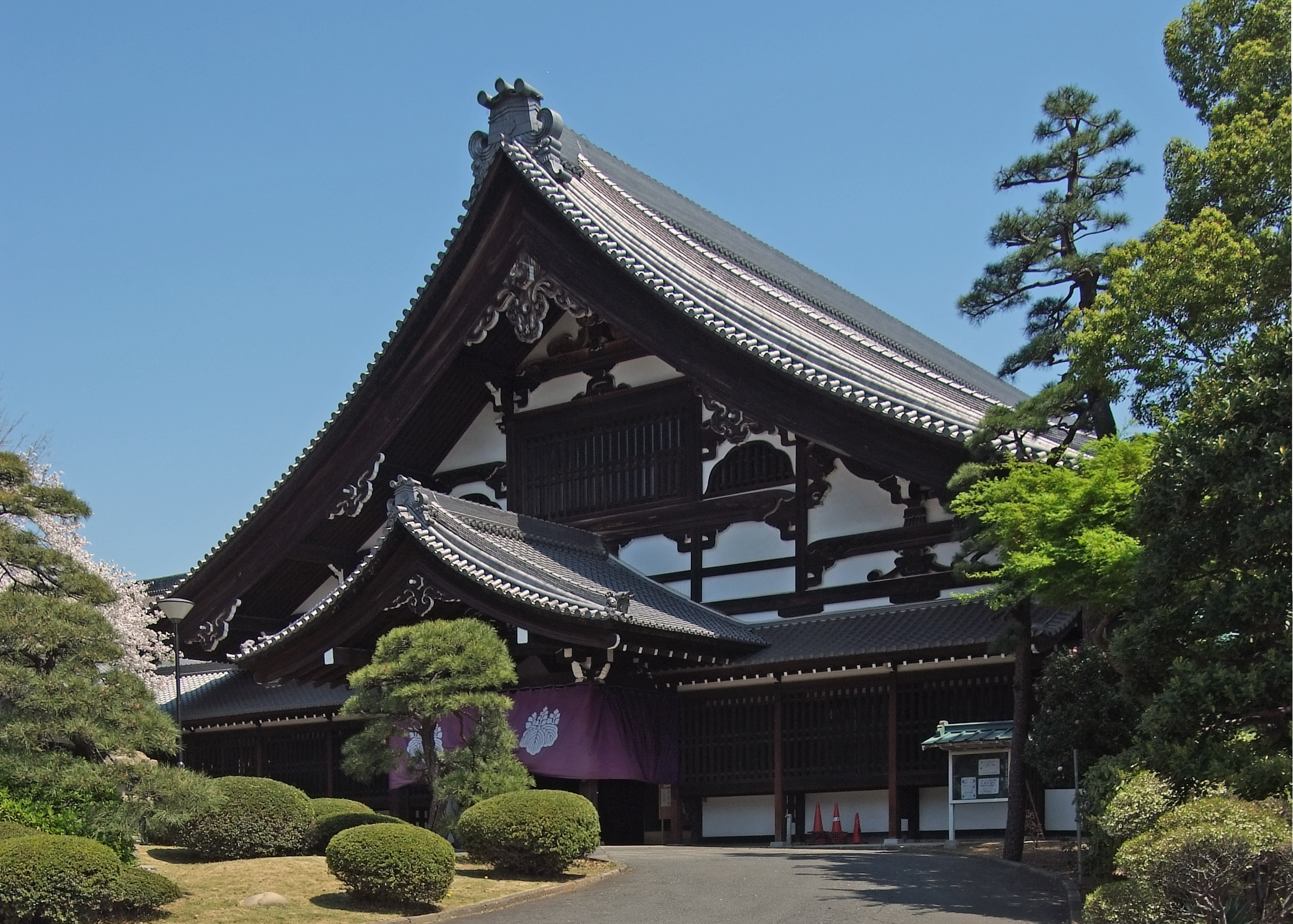
Sōji-ji.

Sōji-ji (總持寺) es uno de los dos templos principales de la escuela Sōtō del budismo Zen.
El templo fue fundado originalmente en el año 740 en Noto, pero fue totalmente destruido por el fuego en 1898. Fue reconstruido en un periodo de muchos años y reabierto en su ubicación actual en Tsurumi, Yokohama en 1911. El templo también sufrió daños considerables en el terremoto de Noto de marzo de 2007.